# Marco Tonci Ottieri Della Ciaja
Marco Tonci Ottieri della Ciaja (Livorno, 3 settembre 1870 – ...) è stato un politico italiano noto per essere stato il primo sindaco dell'amministrazione fascista e il primo podestà di Livorno.

## Biografia
Marco Tonci Ottieri della Ciaja proveniva da una famiglia nobile, censita nell'Enciclopedia Storico Nobiliare di Vittorio Spreti. Il casato Tonci, originario di Chambéry, si era stabilito a Livorno nella seconda metà del XVI secolo. La famiglia ottenne il titolo nobiliare nel 1806 per concessione di Maria Luisa, Regina d'Etruria. Il cognome Ottieri della Ciaja fu aggiunto in seguito all'estinzione di un ramo degli Ottieri, già imparentato con i Tonci.
Nel 1904, dopo la morte del padre Michele, Marco ottenne il titolo di conte, trasmissibile ai suoi discendenti, e divenne proprietario dell'azienda produttrice dell'Acqua Litiosa di S. Marco, precedentemente gestita dalla famiglia Tonci Fabbrini.
Inizialmente, fu eletto consigliere comunale nella lista dell'Associazione Democratica come radicale nelle elezioni amministrative del 28 aprile 1901, e il 18 novembre dello stesso anno venne nominato assessore effettivo alla polizia urbana.
Durante la sua carriera, Marco Tonci Ottieri della Ciaja ricoprì anche ruoli di rilievo nell'ambito della beneficenza e della sanità. Fu Presidente della Croce Rossa di Livorno, organizzando l'ente durante il periodo bellico, e dal 1º gennaio 1911 al 31 dicembre 1920 servì come Presidente della Congregazione di carità.
Dal 1922, sotto la sua amministrazione, ebbero inizio i lavori del piano di Risanamento del centro di Livorno. Inoltre, fu l'ideatore e promotore della rivista Liburni Civitas, che iniziò le pubblicazioni nel 1928. Dopo oltre un decennio di servizio, si dimise dalla carica di podestà nel 1933, e il 28 ottobre dello stesso anno fu sostituito da Ezio Visconti.